# Duguetia arenicola
Duguetia arenicola là loài thực vật có hoa thuộc họ Na. Loài này được Maas mô tả khoa học đầu tiên năm 1999.